# بخش میل (شهرستان توسکاراواس، اوهایو)
بخش میل (به انگلیسی: Mill Township) یک منطقهٔ مسکونی در ایالات متحده آمریکا است که در شهرستان توسکاراوس، اوهایو واقع شده‌است.
 بخش میل ۶۶٫۲ کیلومتر مربع مساحت و ۱۰٬۲۹۰ نفر جمعیت دارد و ۲۶۲ متر بالاتر از سطح دریا واقع شده‌است.